# Mátyók József
Mátyók József manöken, ügyvezető, producer

## Élete
Mátyók József az 1980-as évek manökenje. 1978-ban végzett a Szent István Egyetemen, mezőgazdaság, gépészmérnök szakon, Gödöllőn. 
10 évig atletizált a Vasasban, válogatott kerettag is volt.
Megkereste a Magyar Divat Intézetet, méretet vettek róla, és 2 hónap elteltével kapta is az értesítést, hogy az őszi nagybemutatóra várják. Külföldön szintén keresett modell lett, fellépett többek közt München, Los Angeles, San Francisco, Moszkva, Szentpétervár, Bécsben is. Az Állami Artistaképző Intézet manöken és fotómodell szakát elvégezte, és sikeresen vizsgázott.
Fotómodellként is ismerték, reklámozott több terméket, képei rendszeresen megjelentek különböző újságokban, kiadványokban, például a Tükör, Ez a Divat nevű lapokban.
1985-től Schmidt Beával közösen vezetett manökeniskolát.
Az Intermodell divatügynökségnél 1987-től olyan bemutatókat rendezett, mint a hazai Christian Dior-bemutatók, off-line showk, céges megjelenések bel- és külföldön egyaránt. 1992-1995-ig a hazai szépségversenyek szakmai irányításával foglalkozott.
A  Képíró 8. kft.-nél dolgozik ügyvezető, producerként.

## Fotósai voltak
Többek közt Novotta Ferenc, Vitályos József, Fenyő János, Rákoskerti László, és Katona Miklós fotóművészek